# Позднякова (Иркутская область)
Поздняко́ва — деревня в Иркутском районе Иркутской области. Входит в Хомутовское муниципальное образование.
Расположена в 2 км к востоку от села Хомутово на левом берегу реки Куды в 3 км восточнее автотрассы Иркутск — Баяндай — Качуг. 
В деревне Позднякова насчитывается 8 улиц.
К 2016 году в 15 км от деревни планировалось возвести международный аэропорт «Иркутск-Новый», однако сейчас строительство отложено на неопределенный срок.